# Tomáš Holubec
Tomáš Holubec, né le 11 janvier 1976 à Jilemnice, est un biathlète tchèque.

## Carrière
En 2000, il gagne sa première et unique course de relais en Coupe du monde à Hochfilzen.
Il participe à deux éditions des Jeux olympiques, lors des Jeux de 2002 à Salt Lake City et lors de l'édition suivante à Turin. Ses résultats sont une 32e place sur l'épreuve du sprint et une 45e lors de la poursuite pour l'édition de Salt Lake City et une 33e place de l'individuel à Turin.
Lors des championnats du monde, sa meilleure performance est une 11e place du sprint lors de l'édition 2004 disputée à Oberhof, compétition où il obtient également son meilleur résultat dans une épreuve de relais avec une 8e place.
Son meilleur résultat sur une épreuve de Coupe du monde est une 9e place lors du sprint d'Hochfilzen lors de la saison 2011-2012. Il termine une seule autre fois dans le Top 10 dans une épreuve de coupe du monde, 10e lors du sprint de Ruhpolding en 2010-2011.
Son frère Jiří est aussi biathlète de haut niveau. Il a été l'époux de Kateřina Holubcová, aussi biathlète de l'équipe nationale à la même époque.

## Palmarès

### Jeux olympiques d'hiver
| Épreuve / Édition      | Individuel | Sprint | Poursuite | Départ en masse                  | Relais |
| ---------------------- | ---------- | ------ | --------- | -------------------------------- | ------ |
| JO 2002 Salt Lake City | -          | 32e    | 45e       | Épreuve inexistante à cette date | -      |
| JO 2006 Turin          | 33e        | -      | -         | -                                | -      |

Légende :
- : épreuve inexistante lors de cette édition.

### Championnats du monde
| Épreuve / Édition                | Individuel | Sprint | Poursuite | Départ en masse | Relais | Relais mixte                     |
| Mondiaux 1997 Osrblie            | -          | 74e    | -         | -               | -      | Épreuve inexistante à cette date |
| Mondiaux 2001 Pokljuka           | 20e        | -      | -         | -               | -      | Épreuve inexistante à cette date |
| Mondiaux 2003 Khanty-Mansiïsk    | 62e        | 65e    | -         | -               | -      | Épreuve inexistante à cette date |
| Mondiaux 2004 Oberhof            | 46e        | 11e    | 38e       | -               | 8e     | Épreuve inexistante à cette date |
| Mondiaux 2005 Hochfilzen         | 51e        | 15e    | 38e       | -               | 11e    | Épreuve inexistante à cette date |
| Mondiaux 2007 Antholz-Anterselva | 43e        | -      | -         | -               | -      | -                                |
| Mondiaux 2009 Pyeongchang        | -          | 63e    | -         | -               | -      | -                                |
| Mondiaux 2011 Khanty-Mansiïsk    | 55e        | -      | -         | -               | -      | -                                |
| Mondiaux 2012 Ruhpolding         | 33e        | -      | -         | -               | -      | -                                |

Légende :

 : épreuve inexistante

- : n'a pas participé à l'épreuve

### Coupe du monde
- Meilleur classement général : 45e en 2005[2].
- Meilleur résultat individuel : 9e[2].
- 1 podium en relais : 1 victoire.

### Championnats d'Europe
- Médaille de bronze du relais en 2008.